# Tito Gómez
Tito Gómez (Havana, Cuba, 30 de janeiro de 1920 - 16 de outubro de 2000) é o nome artístico do cantor cubano José Antonio Tenreiro Gómez.
Em 1938 ganhou um concurso intitulado La Corte Suprema del Arte e pouco depois passou a fazer parte da Sevilla Biltmore Orquestra. No ano seguinte juntou-se à Orquesta Riverside, com a qual gravou em 1958 o tema "Vereda Tropical", um original do compositor mexicano Gonzalo Curiel que Gómez tornou mundialmente famoso interpretado em ritmo de cha-cha-cha. 
Na década de 1970 fez parte de um grupo chamado Orquesta Jorrín, dirigido por Enrique Jorrín, normalmente considerado o inventor do Cha-cha-cha.